# Теджон
Теджо́н (кор. 대전) — центр провінції Чхунчхон-Намдо, розташований у самому центрі Південної Кореї. Це п'яте за кількістю населення місто Південної Кореї, маючи на 19 квітня 2023 рік — 1,467,468 мільйона мешканців. Місто розташоване на перетині Кенбузької залізниці, Хонамської залізниці, Кенбузької магістралі та Хонамської магістралі. У місті знаходиться Наукове містечко Дедок, яке має у своєму складі понад 200 дослідницьких інститутів.

## Клімат
Місто знаходиться у зоні, котра характеризується вологим континентальним кліматом зі спекотним літом. Найтепліший місяць — липень із середньою температурою 25 °C (77 °F). Найхолодніший місяць — січень, із середньою температурою –1,1 °C (30 °F).
| Клімат Теджона          | Клімат Теджона | Клімат Теджона | Клімат Теджона | Клімат Теджона | Клімат Теджона | Клімат Теджона | Клімат Теджона | Клімат Теджона | Клімат Теджона | Клімат Теджона | Клімат Теджона | Клімат Теджона | Клімат Теджона |
| Показник                | Січ.           | Лют.           | Бер.           | Квіт.          | Трав.          | Черв.          | Лип.           | Серп.          | Вер.           | Жовт.          | Лист.          | Груд.          | Рік            |
| Середній максимум, °C   | 3              | 5              | 11             | 18             | 23             | 27             | 29             | 30             | 25             | 20             | 12             | 5              | 17             |
| Середня температура, °C | −1             | 0              | 5              | 12             | 17             | 22             | 25             | 25             | 20             | 13             | 6              | 0              | 12             |
| Середній мінімум, °C    | −6             | −4             | 0              | 6              | 11             | 17             | 21             | 21             | 15             | 8              | 1              | −4             | 7              |
| Норма опадів, мм        | 29             | 39             | 59             | 92             | 100            | 167            | 292            | 297            | 151            | 57             | 49             | 30             | 1360           |
| ----------------------- | -------------- | -------------- | -------------- | -------------- | -------------- | -------------- | -------------- | -------------- | -------------- | -------------- | -------------- | -------------- | -------------- |
| Джерело: Weatherbase    |                |                |                |                |                |                |                |                |                |                |                |                |                |

## Транспорт
З березня 2006 року в місті працює метрополітен. Єдина повністю підземна лінія довжиною 22,7 км має 22 станції. 

## Культура
У місті розташований Національний музей науки і техніки.

## Міста-побратими
- Ода, Японія (1987)
- Сієтл, США (1989)
- Будапешт, Угорщина (1994)
- Нанкін, КНР (1994)
- Калгарі, Канада (1996)
- Гвадалахара, Мексика (1997)
- Уппсала, Швеція (1999)
- Новосибірськ, Росія (2001)
- Брисбен, Австралія (2002)
- Біньзионг, В'єтнам (2005)
- Саппоро, Японія (2010)
- Харків, Україна (2013)

## Відомі уродженці міста
- Анна Кім (* 1977) — австрійська письменниця корейського походження.
- Чо Бо А (* 1991) — південнокорейська акторка.